# 리융더
리융더(중국어 정체자: 李永得, 병음: Lî Yôngdé, 1955년 5월 
30일 ~)는 타이완의 정치인이자 대종매체인이다.